# 1550년대
1550년대는 1550년부터 1559년까지를 가리킨다.

## 사건과 동향
- 1559년 5월 9일 - 덕흥대원군, 조선 최초의 대원군 사망.